# طوران (برزاوند)
طوران (بالفارسية: طوران) هي قرية تقع في إيران في قسم برزاوند الريفي. يقدر عدد سكانها بـ 12 نسمة بحسب إحصاء 2016.